# Karita Bekkemellem

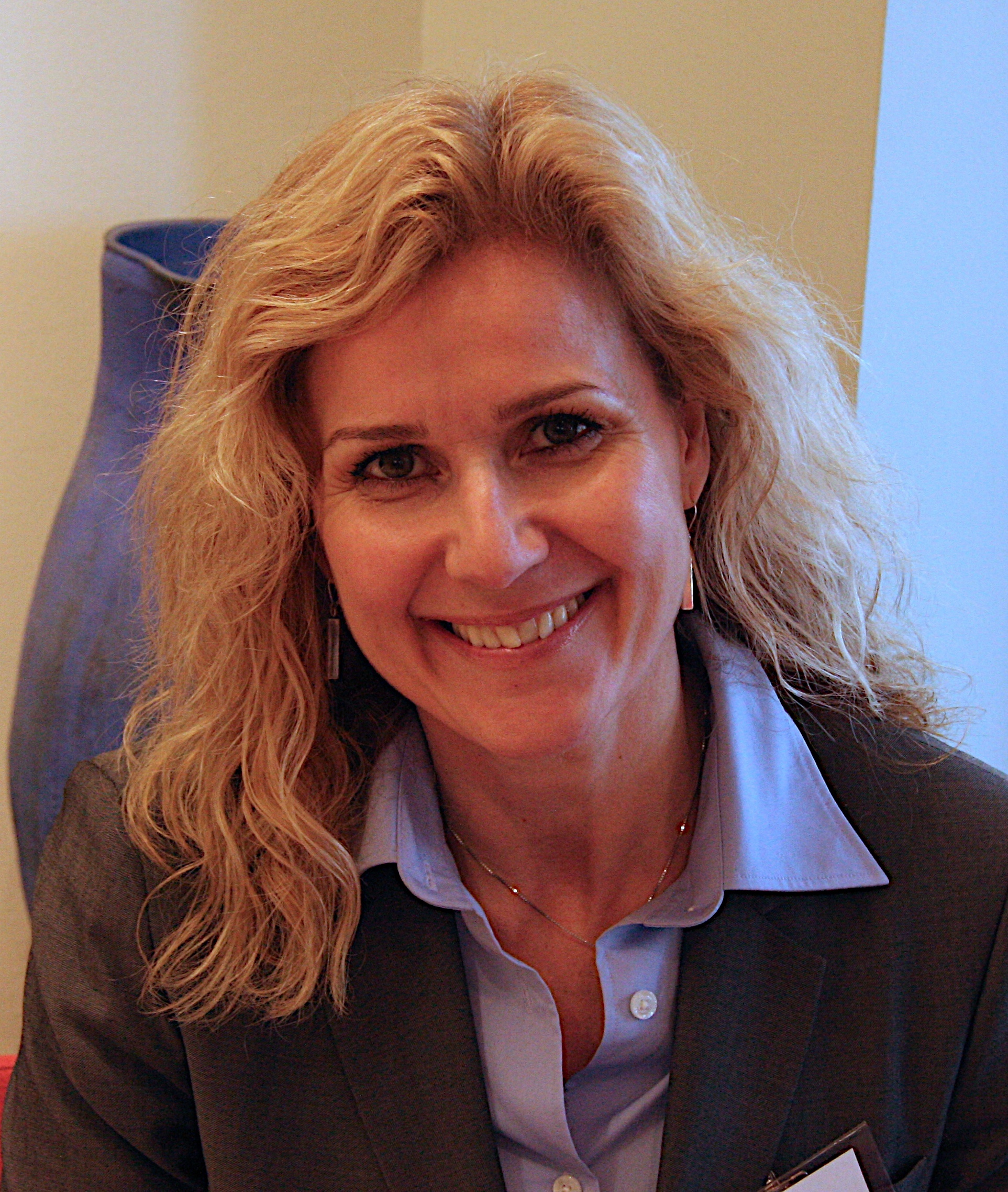
Karita Bekkemellem, 2009

Karita Bekkemellem (* 15. Januar 1965 in Lillehammer) ist eine norwegische Managerin und ehemalige Politikerin der sozialdemokratischen Arbeiderpartiet (Ap). Von März 2000 bis Oktober 2001 sowie erneut von Oktober 2005 bis Oktober 2007 war sie die Kinderministerin ihres Landes.

## Karriere
Bekkemellem saß ist der Zeit von 1987 bis 1989 im Kommunalparlament von Molde. In der Zeit zwischen 1989 und 2009 war sie Mitglied des norwegischen Parlaments, dem Storting. Sie vertrat dort die Provinz Møre og Romsdal. Am 17. März 2000 wurde sie zur Kinder- und Familienministerin in der Regierung Jens Stoltenberg I ernannt. Ihr Amt übte sie bis zum Abgang der Regierung am 19. Oktober 2001 aus. Danach kehrte sie als Abgeordnete ins Storting zurück, wo sie Mitglied im Fraktionsvorstand der Arbeiderpartiet und zweite stellvertretende Vorsitzende des Kirchen-, Bildungs und Forschungsausschusses wurde. In der Regierung Jens Stoltenberg II übernahm sie am 17. Oktober 2005 erneut das Kinder- und Familienministerium, das zum Jahreswechsel 2005/06 ins Familien- und Gleichstellungsministerium überging. Sie blieb bis zum 18. Oktober 2007 Ministerin, als sie gegen ihren Willen in einer Regierungsumbildung durch Manuela Ramin-Osmundsen ausgetauscht wurde.
Zwischen 1998 und 2007 war Bekkemellem Teil des Parteivorstands. Von 1998 bis 2007 war sie außerdem Vorsitzende der Frauen-Arbeitsgemeinschaft innerhalb der Arbeiterpartei.
Ab 2009 arbeitete Bekkemellem als Geschäftsführerin des Verbandes Norwegischer Arzneimittelhersteller (Legemiddelindustrien, LMI). Im Jahr 2009 gab sie das Buch Mitt røde hjerte (deutsch: Mein rotes Herz) heraus. Im Mai 2020 wurde bekannt, dass sie Mitglied im Vorstand von Humana, einem privaten schwedischen Gesundheitskonzern werden sollte. Bekkemellem gab an, dass sie für mehr Akzeptanz von privaten Gesundheitsanbietern in Norwegen werben wolle.

## Privates
Während ihrer Ehe mit Jon Orheim 1994 bis 2005 hieß sie Karita Bekkemellem Orheim. Das Paar hat zwei gemeinsame Kinder. 2007 heiratete sie Stein Røsberg.